# 王恒晋
王恒晋（1857年—?） 字锡侯，陕西鄠县（今户县）人，清朝及中华民国政治人物。

## 生平
他是清朝光绪甲午科举人。历任陕西华州学正，直隶宁津县知县；历充华州高等小学堂堂长、天津合属牙捐总办、陕西土税局总收支、西潼铁路总干事、陕西全省教育会评议长、陕西商务总会顾问、陕西谘议局议长、延长保陕石油公司董事、官立教养所协理、戒烟会会长。
中华民国成立后，他历充陕西都督府顾问、中央行政咨询员、全国农林会议及商会联合会陕西代表、政治会议议员、政事堂存记、约法会议议员、大总统府政治谘议，获二等嘉禾章。
民国8年（1919年）9月，北京政府特命绅士王恒晋任督办，绅士刘晖、刘济坤任帮办，办理陕西全省賑济工作。

## 著作
- 师竹学舍文集[2]
- 佐治刍言[2]